# آگوس (بازیکن فوتبال)
آگوستین گارسیا اینیگز (انگلیسی: Agus؛ زادهٔ ۳ مهٔ ۱۹۸۵) معروف به آگوس، بازیکن فوتبال سابق اهل اسپانیا است که آخرین بار در پست مدافع میانی برای باشگاه ATK هند بازی کرد. او در ژوئیه ۲۰۲۰ از فوتبال خداحافظی کرد.
وی همچنین در تیم ملی فوتبال زیر ۲۰ سال اسپانیا بازی کرده‌است.